# مملكة أرمينيا (القديمة)

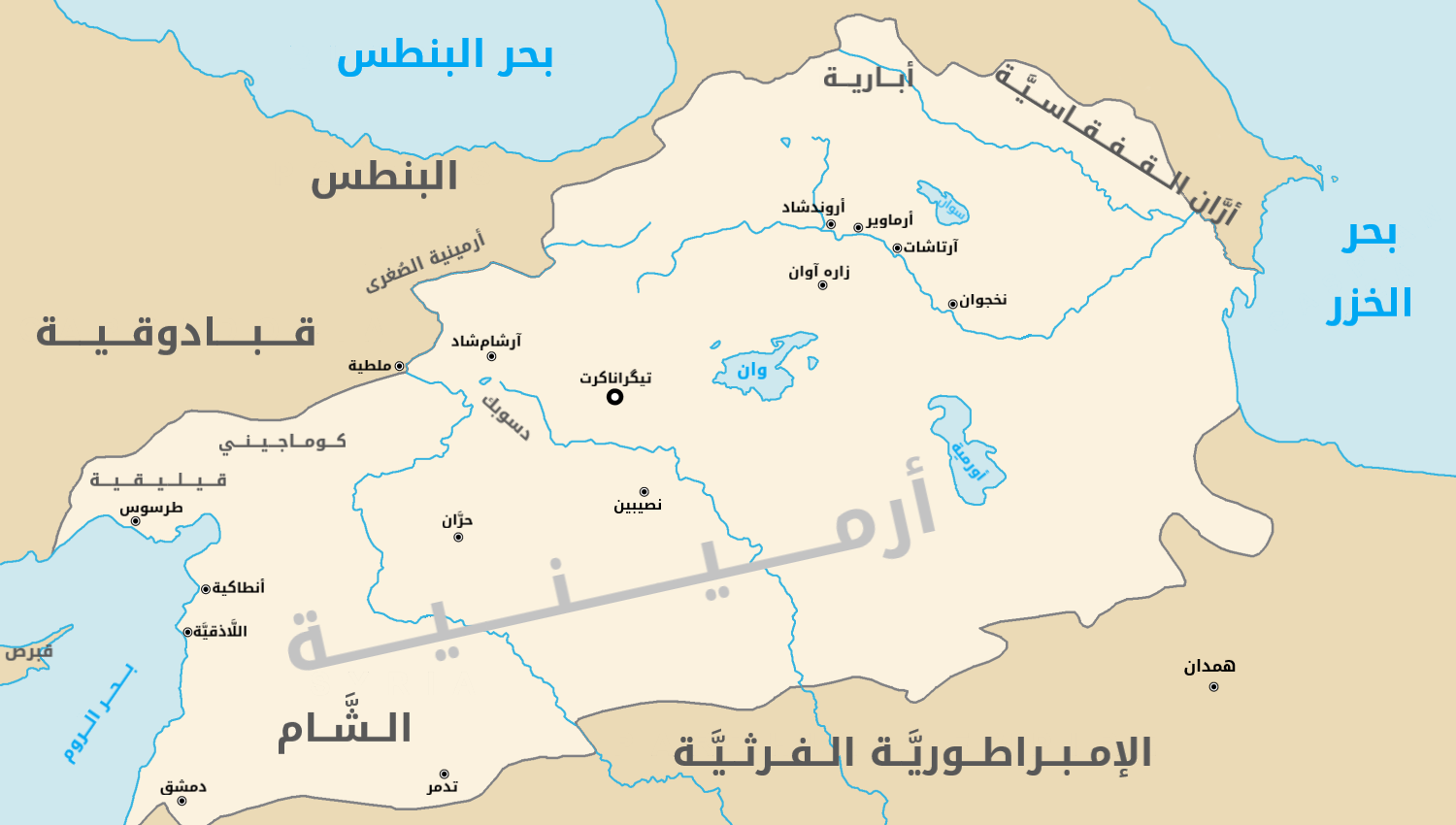
امتداد الإمبراطورية الأرمنية

مملكة أرمينيا، أيضًا مملكة أرمينيا العظمى، أو باختصار أرمينيا العظمى (بالأرمينية: ;Մեծ Հայք Mets Hayk باللاتينية: Armenia Maior)، يُشار إليها أحيانًا بالإمبراطورية الأرمينية، كانت مَلَكيّة في الشرق الأدنى القديم واستمرّت منذ عام 321 قبل الميلاد حتى 428م. يُقسّم تاريخها إلى ثلاثة عهود متتالية لثلاث سلالات ملكية: أورونتيد (321-200 قبل الميلاد) وأرتاكسياد (189 قبل الميلاد-12م) والسلالة الأرشكية (52-428).
يعود أصل المملكة إلى ولاية من الإمبراطورية الأخمينية الفارسية تسمّى أرمينيا (ولاية أرمينيا)، والتي تشكّلت من إقليم مملكة أرارات (860-590 قبل الميلاد) بعد غزو الإمبراطورية الميدية لها عام 590 قبل الميلاد. أصبحت الولاية مملكةً في عام 321 قبل الميلاد خلال حكم سلالة أورونتيد بعد غزو بلاد فارس من قبل الإسكندر المقدوني، التي دُمِجت آنذاك كواحدة من الممالك الهلنستية الخاضعة للإمبراطورية السلوقية.
تحت حكم الإمبراطورية السلوقية (312-63 قبل الميلاد)، قُسِّم العرش الأرميني إلى قسمين- أرمينيا العظمى وسوفين- وصار كلا القسمين ملكًا لأعضاء سلالة أرتاكسياد عام 189 قبل الميلاد. خلال توسّع الجمهورية الرومانية شرقًا، وصلت مملكة أرمينيا، تحت حكم ديكرانوس العظيم، إلى أوجها منذ عام 83 حتى عام 69 قبل الميلاد، بعد أن أعادت ضمّ سوفين وغزو الأقاليم المتبقية من الإمبراطورية السلوقية المتهاوية، مُنهية وجودها بصورة رسمية ورافعة أرمينيا إلى مرتبة إمبراطورية لفترة قصيرة، حتى تعرضت هي نفسها للغزو من قبل روما عام 69 قبل الميلاد. حكم بقية ملوك أرتاكسياد بصفتهم تابعين لروما حتى أُطيح بهم عام 12م بسبب ولائهم المحتمل لمنافس روما الرئيسي في الإقليم، الإمبراطورية الفرثية.
خلال الحروب الرومانية الفرثية، أسِّست السلالة الأرشكية الأرمنية حينما أُعلن تيريداتيس، فرد من السلالة الأرشكية الفرثية، ملكًا على أرمينيا عام 52م. على امتداد معظم تاريخها خلال هذه الفترة، كان النزاع على أرمينيا شديدًا بين روما وفرثيا، وانقسم النبلاء الأرمينيون بين مؤيد لروما أو مؤيد لفرثيا أو محايدين. بين عامي 114 و118 أصبحت أرمينيا لفترة وجيزة إقليمًا من الإمبراطورية الرومانية تحت حكم الإمبراطور تراجان.أدّت مملكة أرمينيا عادةً دور دولة عميلة أو دولة تابعة على حدود إمبراطوريتين ضخمتين وخليفاتهما، الإمبراطورية البيزنطية والإمبراطورية الساسانية. عام 301، أعلن تيريداتيس الثالث المسيحية دينًا لدولة أرمينيا، جاعلًا من المملكة الأرمينية الدولة الأولى التي تعتنق المسيحية رسميًا.
خلال الحروب البيزنطية الساسانية، قُسِّمت أرمينيا في النهاية إلى أرمينيا البيزنطية عام 387 وأرمينيا الفارسية عام 428.

## التاريخ

### الأصول
كانت المرتفعات الجغرافية الأرمينية، التي كانت تُعرف آنذاك بمرتفعات آرارات (بالآشورية: أورارتو)، مسكونة أصلًا من قبل القبائل الأرمنية البدائية، إلا أنها لم تكن تُشكّل بعد أمّة أو دولة موحدة. وحِّدت المرتفعات في البداية من قبل القبائل في المناطق المجاورة لبحيرة فان في مملكة فان (باللغة الأورارتية: بياينيلي). تنافست المملكة مع الآشوريين على السيادة في مرتفعات آرارات والهلال الخصيب.
سقطت كلتا المملكتين بيد الفاتحين من الشعوب الايرانية من الشرق المجاور (الميديون ومن  الأخمينيون) في القرن السادس قبل الميلاد. أُعيد تنظيم الإقليم في ولاية تُدعى أرمينيا (باللغة الفارسية القديمة: أرمينا، بالعيلامية: هارمينويا، بالأكادية: أوراشتو). حكمت سلالة أورونتيد كولاة على الإمبراطورية الأخمينية لثلاثة قرون حتى هزيمة الإمبراطورية ضد الإمبراطورية المقدونية للإسكندر المقدوني في معركة جاوجاميلا عام 331 قبل الميلاد. بعد وفاة الإسكندر عام 323 قبل الميلاد، حاز جنرال مقدوني يدعى نيوبطليموس على أرمينيا حتى وفاته عام 321 قبل الميلاد وعادت سلالة اورونتيد، لا كولاة، بل كملوك.

### سلالة أورونتيد
أعلن أورونتس الثالث وحاكم أرمينيا الصغرى، ميثريداتيس، نفسيهما مستقلين، وبذلك حولا الولاية الأرمينية السابقة إلى مملكة، وأنشآ مملكتي أرمينيا وأرمينيا الصغرى. هزم أورونتيس الثالث القائد الثيسالي مينون الذي أراد الاستيلاء على مناجم الذهب في سبير.
بعد ما أضعفته الإمبراطورية السلوقية التي خلفت الإمبراطورية المقدونية، أُطيح بالملك الأورنتيدي الأخير، أورونتيس الرابع، عام 200\201 قبل الميلاد وتسلّم سلطة الإمبراطورية قائدٌ من الإمبراطورية السلوقية، أرتاشيس الأول، الذي من المفترض أن يكون هو نفسه من سلالة أورونتيد.

### سلالة أرتاكسياد
تضاءل نفوذ الإمبراطورية السلوقية على أرمينيا بعد إلحاق الرومان الهزيمة بها في معركة ماغنيزيا عام 190 قبل الميلاد. وبذلك أسِّست الدولة الأرمينية الهلنستية في العام نفسه من قبل أتاكسياس إلى جانب مملكة سوفين الأرمينية بقيادة زاريادريس. حاصر أرتاكسياس ييرفانداشات، ووحّد المرتفعات الأرمينية على حساب القبائل المجاورة وأسّس العاصمة الملكية الجديدة أرتاكساتا قرب نهر آراس.
وفقًا لسترابو وبلوتارخ، لاقى هانبيبال حسن ضيافة في البلاط الأرمني لأرتاكسياس الأول. يضيف المؤلفون قصة مشكوك بأمرها حول كيفية تخطيط وإشراف هانيبال على بناء أرتاكساتا. بُنيت المدينة الجديدة في موقع استراتيجي عند نقطة اتصال لطرق التجارة تصل العالم اليوناني القديم مع باختر والهند والبحر الأسود، الأمر الذي أتاح للأرمينيين أن يزدهروا. رأى ديكرانوس العظيم فرصة لتوسع النزاع الأهلي الدائم باتجاه الجنوب. عام 83 قبل الميلاد، وبناء على دعوة إحدى فصائل الحرب الأهلية الطويلة، دخل سوريا، ونصّب نفسه بعد فترة قصيرة حاكمًا عليها -واضعًا نهاية فعلية للإمبراطورية السلوقية- وحكم بصورة سلمية ل17 عامًا. خلال أوج حكمه، وسع ديكرانوس العظيم إقليم أرمينيا خارج المرتفعات الأرمينية على أجزاء من القوقاز والمنطقة التي هي الآن الجنوب الشرقي لتركيا وإيران وسوريا ولبنان، لتصبح واحدة من أقوى الدول في الشرق الروماني.

### الحكم الروماني
باتت أرمينيا تحت نطاق نفوذ روما القديمة عام 66 قبل الميلاد، بعد مَعْرَكة تيغرانوسَيرتاْ والهزيمة النهائية لحليف أرمينيا، ميثريداتيس السادس ملك البنطس. غزا مارك أنتوتي المملكة وهزمها عام 34 قبل الميلاد، إلا أن الرومان خسروا هيمنتهم خلال الحرب النهائية للجمهورية الرومانية بين عامي 32-30 قبل الميلاد. عام 20 قبل الميلاد، فاوض أوغسطس الفرثيين من أجل هدنة، جاعلًا من أرمينيا دويلة حاجزة بين قوتين رئيسيتين.
عيّن أوغسطس ديكرانوس الخامس ملكًا على أرمينيا عام 6م، بيد أنه حكم مع الملكة إيراتو. ومن ثم عين الرومان ميثريداتيس أمير أرمينيا ملكًا تابعًا. أُسِر ميثريداتيس من قبل كاليغولا، إلا أنه حُرِّر في ما بعد من قبل كلوديوس. لاحقًأ، كانت أرمينيا أغلب الأحيان مركز نزاع بين روما وفرثيا، ودعمت كلتا القوتين الرئيسيتين ملوك الطرف الآخر المعارضين ومغتصبي العرش. أرغم الفرثيون أرمينيا على الخضوع عام 37م، إلا أن الرومان استعادوا السيطرة على المملكة عام 47م. عام 51م سقطت أرمينيا في وجه الغزو الإيبيري الذي رعته فرثيا بقيادة راداميستوس. حكم ديكرانوس الرابع أرمينيا منذ عام 58م، وجرى تنصيبه من جديد بدعمٍ روماني. انتهت فترة الاضطرابات في عام 66م، حين نُصِّب تيريداتيس الأول ملكًا على أرمينيا من قبل نيرون. في ما يتعلق بالفترة المتبقية للمملكة الأرمينية، ظلّت روما تعدّها مملكة تابعة بحكم القانون، إلا أن السلالة الحاكمة كانت من نسبٍ فرثي، ويظنّ الكتاب الرومان المعاصرون أن نيرون كان قد سلّم أرمينيا فعليًّا إلى الفرثيين.

## مواضيع ذات صلة
- مملكة أرمينيا الصغرى
- أرمينيا
- مملكة كوماجيني
- أرمينيا الفارسية
- أرمينيا الرومانية
- أرمينيا البيزنطية